# 이창우 (핸드볼 선수)
이창우(李彰佑, 1983년 5월 12일~)는 대한민국 핸드볼 선수로 포지션은 골키퍼이다. 현재 인천도시공사 핸드볼단 소속으로 활동하고 있다.

## 학력
- 창원중앙중학교
- 창원중앙고등학교
- 경희대학교

## 경력
- 2004년 하계 올림픽 남자 핸드볼 국가대표
- 2010년 아시안 게임 남자 핸드볼 국가대표
- 2012년 하계 올림픽 남자 핸드볼 국가대표
- 2014년 아시안 게임 남자 핸드볼 국가대표

## 수상
- 2010년 아시안 게임 남자 핸드볼 금메달
- 2014년 아시안 게임 남자 핸드볼 은메달